# NAFO (groep)

NAFO's logo, versie zonder mascotte. Het logo en de naam van de NAFO zijn gemodelleerd naar dat van de NAVO.

De Noord-Atlantische Fella Organisatie (NAFO, Engels: North Atlantic Fella Organization en Frans: Organisation des Fella de l'Atlantique nord, OFAN, een woordspeling op de NAVO, de Noord-Atlantische Verdragsorganisatie) is een Internetmeme en sociale media-beweging die zich toelegt op het bestrijden van Russische propaganda en desinformatie over de Russische invasie van Oekraïne in 2022. Het is geclassificeerd als een vorm van informatieoorlogvoering.
Naast het plaatsen van oneerbiedige commentaren over de oorlog en memes die Oekraïne promoten of de Russische oorlogsinspanningen en strategie belachelijk maken ("shitposting"), zamelt de groep ook geld in voor de Oekraïense krijgsmacht en andere pro-Oekraïense doelen. De representatie van een NAFO "Fella" is een Shiba Inu-hond (gebaseerd op de "Doge"-meme), vaak gebruikt als een avatar en soms beschreven als een "cartoonhond", of een "groep van Shiba Inu-soldaten".
In augustus 2022 merkte The Economist op dat "de luchtige toon van NAFO de rol ervan als een opmerkelijk succesvolle vorm van informatieoorlogvoering verhult." NAFO heeft kritiek ontvangen van verschillende pro-Russische media en personen, waaronder RT en Maria Zakharova, de woordvoerster van het Russische ministerie van Buitenlandse Zaken.

## Geschiedenis

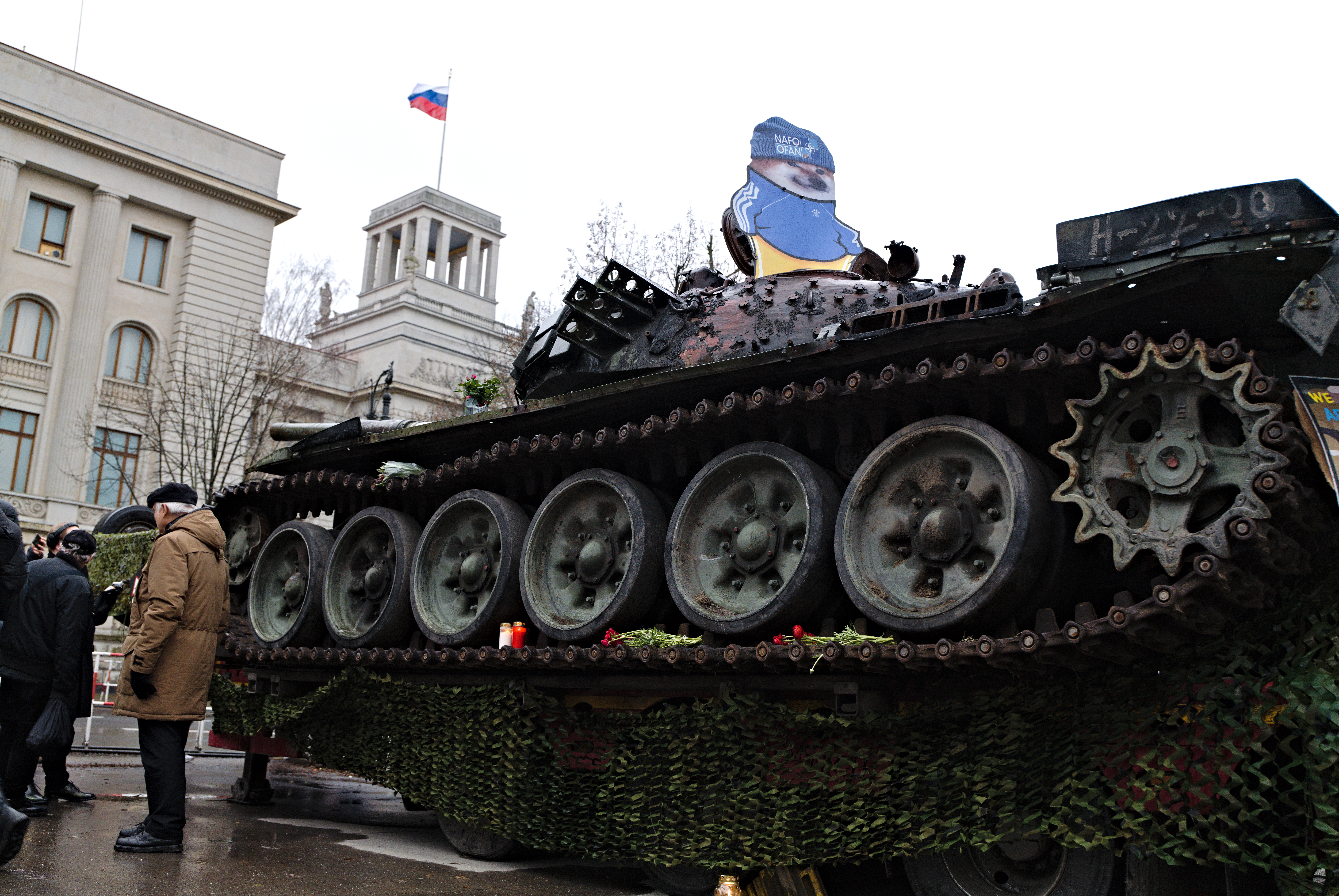
Een NAFO "Fella" en een vernietigde Russische tank voor de Russische ambassade in Berlijn

De meme werd gecreëerd in mei 2022, toen Twitter-kunstenaar Kamil Dyszewski, onder de gebruikersnaam @Kama_Kamilia, begon met het plaatsen van gephotoshopte-afbeeldingen van een Shiba Inu-hond (de "Fella") in foto's uit Oekraïne. NAFO, in huidige vorm, werd opgericht op 24 mei 2022 met een tweet. Het Shiba Inu-ras heeft sinds minstens 2010 een belangrijke aanwezigheid in de internetcultuur onder de  "Doge"-meme.
Na enige tijd begon Dyszewski op maat gemaakte "Fellas" te creëren voor anderen die doneerden aan het Georgische Legioen. "Fellas", wat komt van "fellow", Kerel in het Nederlands, wordt door NAFO beschouwd als een genderneutraale term. Huidige en gepensioneerde dienstleden van de Oekraïense en NAVO-legers, evenals Oost-Europeanen en Oost-Europese diaspora, zijn sterk vertegenwoordigd onder degenen die deelnemen aan de activiteiten van de groep. De Duitse krant Berliner Kurier schat dat de groep in september 2022 "tienduizenden" leden heeft. De Fellas verschijnen in verschillende bewerkte stilstaande beelden en "TikTok-achtige video's van Oekraïense troepen met soundtracks van dancemuziek", en worden "toegevoegd aan oorlogsmateriaal om het Russische leger belachelijk te maken en Oekraïense soldaten te prijzen". NAFO noemt zijn tegenstanders (online en op het slagveld) Vatniks. Sommige NAFO-leden zouden zich vooral richten op het weerleggen van de "drogreden"-verdediging van de Russische invasie.
In juni kreeg de groep brede bekendheid na een interactie op Twitter tussen de Russische diplomaat Mikhail Ulyanov en een aantal NAFO-accounts met cartoonhonden als avatars. Nadat Ulyanov beweerde dat de Russische invasie van 2022 gerechtvaardigd was door vermeende Oekraïense beschietingen van burgers in de Donbas sinds 2014, volgde de volgende uitwisseling tussen Ulyanov en fella @LivFaustDieJung:
Deze reactie werd opgepikt door andere NAFO-leden. De uitdrukking "you pronounced this nonsense", of simpelweg "pronouncing nonsense", werd door NAFO gebruikt als een snelle en afwijzende manier om pro-Russische accounts belachelijk te maken.
Volgens The Wall Street Journal wordt aangenomen dat de fondsenwerving en merchandiseverkopen van de groep ten gunste van Oekraïne "meer dan $1 miljoen... bedragen, maar er wordt geen officiële telling bijgehouden", dus de claim kan niet onafhankelijk worden geverifieerd. In augustus 2022 haalde NAFO geld op voor Signmyrocket.com, een website waar mensen betalen om persoonlijke berichten te laten schrijven op Oekraïense artilleriegranaten en uitrusting. Task & Purpose beschreef het resultaat, een 2S7 Pion Sovjet gemechaniseerde artillerie met het opschrift "Super Bonker 9000" en een sticker van een honkbalknuppel op de loop met het opschrift "NAFO-Article 69", als "gemechaniseerde artillerie die internetmemes naar de fysieke wereld brengt".
Op 8 juli 2023 hield NAFO hun eerste top in Vilnius, Litouwen, bedoeld om samen te vallen met de NAVO-top Vilnius 2023 die plaatsvond op 11–12 juli. Het belangrijkste live gestreamde evenement van de top werd gehouden in de Kablys nachtclub in Vilnius, met een opkomst van ongeveer 200 personen fysiek aanwezig  en duizenden meer online. Talrijke prominente politieke figuren woonden de top bij, met Litouwse minister van Buitenlandse Zaken Gabrielius Landsbergis die het evenement officieel opende en Estse premier Kaja Kallas die via een video-verbinding deelnam. Tijdens de top werden diverse fondsenwervende activiteiten georganiseerd, zoals de verkoop van pro-Oekraïense merchandise en de veiling van een kunstwerk met de gepersonaliseerde Fella van de Oekraïense minister van Defensie, Oleksii Reznikov.
LIFT99, een non-profit organisatie, heeft een belangrijke rol gespeeld in het ondersteunen van NAFO-initiatieven. In de vorm van NAFO 69th Sniffing Brigade organiseren ze de "Donation Run for Freedom Convoys," waarmee tot mei 2024 €6,65 miljoen werd opgehaald voor Oekraïne en de Oekraïense krijgsmacht. Donateurs ontvingen emblemen in de stijl van NAFO, als symbool van solidariteit.

## Ontvangst
NAFO werd beschreven als een "antwoord van de westerse burgermaatschappij op Russische campagnes" door Tobias Fella, een politicoloog die soldaten van de Bundeswehr-soldaten traint in het omgaan met sociale media. Het maakt deel uit van een grotere "strijd om de soevereiniteit van interpretatie" op gedeelde online ruimtes. Volgens Politico "Als je je verdiept in NAFO krijg je een spoedcursus in hoe online gemeenschappen, van de Islamitische Staat tot de extreemrechtse boogaloobeweging tot deze rag-tag groep van online strijders, de internetcultuur hebben bewapend."
De Amerikaanse professor mediastudies Jaime Cohen stelt dat de NAFO-beweging "een feitelijk tactisch beweging tegen een natiestaat" is. De Brits-Libanese journalist Oz Katerji beweert dat NAFO "de Russische propagandisten heeft gehinderd en hen daarbij absurd en belachelijk heeft doen lijken". De Oekraïense ambassadeur in Australië en Nieuw-Zeeland, Vasyl Myroshnychenko, merkte op dat de grassroots en gedecentraliseerde aard van NAFO een belangrijk deel van zijn kracht is.

## Erkenning
Op 28 augustus 2022 tweette het officiële Twitter-account van het Ministerie van Defensie van Oekraïne zijn waardering voor NAFO, met een afbeelding van afgevuurde raketten en een "Fella" in gevechtsuniform die, met de handen op het gezicht, een houding van waardering uitdrukt.
Hoge militaire en civiele functionarissen in Oekraïne en NAVO-landen hebben hun Twitter-avatar veranderd in een Fella. De Oekraïense minister van Defensie Oleksii Reznikov veranderde tijdelijk zijn Twitter-avatar in een Fella die in zijn eer was ontworpen, op 30 augustus 2022. Daarnaast erkenden de Oekraïense president Volodymyr Zelenskyy en het officiële fondsenwervingsplatform van het land, United24, de groep voor hun steun in maart 2023. Op 20 mei 2023 promootte de Litouwse president Gitanas Nausėda publiekelijk de eerste NAFO-top in Vilnius en moedigde mensen aan om naar de stad te komen om deel te nemen.
Andere betrokkenen waren onder meer de voormalige President van Estland Toomas Hendrik Ilves, de huidige Premier van Estland Kaja Kallas, de Litouwse minister van Buitenlandse Zaken Gabrielius Landsbergis, de Amerikaanse vertegenwoordiger Adam Kinzinger, en de Amerikaanse leger generaal-majoor Patrick J. Donahoe.
Op 13 juli 2023 ontving Kamil Dyszewski, namens de organisatie, de Ster van Litouwse Diplomatie van het Litouwse ministerie van Buitenlandse Zaken.

### Niet-onafhankelijke referenties
1. ↑   Gitanas Nausėda [@GitanasNauseda], Dear #NAFOfellas... (20 mei 2023) – via X.
2. ↑   Ilves, Toomas Hendrik [@IlvesToomas], I have finally acceded to NAFO. (9 juli 2022) – via X.
3. ↑  Kallas, Kaja [@kajakallas], My greetings to #NAFOfellas - you're doing a great job fighting bad takes and Russian propaganda, and raising funds for Ukraine's defence. I salute you, #Fellas. ¶ Thank you for gifting me my own Fella, @Phoenixfire709. #NAFO expansion is non-negotiable. (25 september 2022) – via X.
4. ↑   Landsbergis, Gabrielius [@GLandsbergis], Happy to be in Ukraine with my fellas @DmytroKuleba and @simoncoveney ✊ (14 september 2022) – via X.
5. ↑  Kinzinger, Adam [@adamkinzinger], In case it is not obvious, I'm self-declaring as a proud member of #NAFO the #fellas shall prevail. (2 augustus 2022). Geraadpleegd op 30 augustus 2022 – via X.
6. ↑   Patrick J. Donahoe [@PatDonahoeArmy], Sir, join the Fellas. (10 juli 2022) – via X.

## External links
- NAFO website
- NAFO op 𝕏
- NAFO (groep) op YouTube
- Help99 website